# Lethe malaya
Lethe malaya är en fjärilsart som beskrevs av Corbet 1941. Lethe malaya ingår i släktet Lethe och familjen praktfjärilar. Inga underarter finns listade i Catalogue of Life.